# Parque Nacional Natural de Puracé
Parque Nacional Natural de Puracé är en nationalpark i Colombia.   Den ligger i departementet Cauca, i den sydvästra delen av landet, 400 km sydväst om huvudstaden Bogotá. Parque Nacional Natural de Puracé ligger 3 400 meter över havet.